# Daniel Gygax
Daniel Gygax (Zurique, 28 de Agosto de 1981) é um futebolista suíço que desde 2014 joga pelo FC Aarau.
Foi convocado para a Copa do Mundo FIFA de 2006 e para a Eurocopa 2004 e 2008.

## Títulos
- Copa da Suíça (1): 2005